# Рассвет (футбольный клуб, Красноярск)
«Рассвет» — футбольный клуб из Красноярска. Основан в 1966 году. Возрождён в 2007 году. С 2010 года играет в первенстве ЛФК.

## История

### Советский период
В 1960-е в красноярском футболе доминировал «Локомотив» (ныне «Енисей»), представлявший город в «Классе Б» чемпионата СССР. Остальные клубы города и края участвовали в соревнованиях низшего ранга.
Первым успехом «Рассвета» стал успех в чемпионате края в 1966 году. Красноярцы обошли прошлогодних чемпионов — ФК «Труд-II» из Заозёрного, а также норильский «Заполярник».
70-е годы считаются для клуба самым успешным временем: в период с 1974 по 1980 «Рассвет» 6 раз стал чемпионом края и столько же — обладателем кубка региона.
В 80-е у команды наметился заметный спад: в этот период «Рассвет» довольствовался лишь званием серебряного (1981, 1983) и бронзового (1984, 1986) призёра Красноярского края, а также выиграл свой последний в советской истории Кубок региона (1983), обыграв в финале земляков — красноярский «Металлург». После распада СССР команда перестала играть на значимом уровне.

### Российский период
В 1993 году стадион «Рассвет» перешёл в собственность администрации Красноярска, и на его базе была создана муниципальная школа по футболу и фигурному катанию. Этот год отражён в логотипе футбольной команды, хотя на тот момент она фактически не существовала.
В 2007 году «Рассвет» сыграл в Кубке Сибири, однако вылетел на стадии 1/8 финала. До 2010 года команда играла на региональном уровне в чемпионате и Кубке Красноярского края.
В 2010 году было официально объявлено о создании под эгидой администрации Красноярска нового футбольного клуба «Рассвет-Красноярск», начавшего свой путь в любительской футбольной лиге. Играющим тренером новой команды был назначен лучший бомбардир красноярского футбола Вадим Белохонов. Именно тогда появились предложения подать заявку на участие команды в зоне «Восток» второго дивизиона, однако эта инициатива не получила поддержки со стороны красноярского мэра и соглашение с РФС так и не было подписано.
После того, как Вадим Белохонов покинул клуб по окончании сезона 2010 года, команду тренировали Владимир Ярлыков и Сергей Австриевский. С 2011 года команда выступает в высшей лиге МРО «Сибирь» третьего дивизиона. Команда позиционировалась как «промежуточное звено пирамиды» между «Енисеем» и футболистами-юниорами, а её средний возраст составлял от 17 до 19 лет. При этом её игроки в дальнейшем пополняли составы профессиональных команд.
В турнирах сибирского уровня «Рассвет» обычно был в числе аутсайдеров. В розыгрыше сезона 2011/12 «Рассвет» финишировал 9-м с 33 очками. Сезон 2013 года в зоне «Сибирь» любительской лиги, проходивший в один круг, клуб завершил на 11-м месте из 12 с двумя очками в 11 матчах. Слабое выступление команды объяснялось наличием большого числа молодых футболистов, не имевших опыта игры на серьёзном уровне.
При этом 9 апреля 2012 года «Рассвет» одержал свою самую крупную победу в современной истории — в предварительном раунде Кубка Сибири красноярцы обыграли «Тыву» из Кызыла со счётом 13:0. Шесть мячей забил 17-летний Денис Гологузов. По состоянию на 2022 год его достижение никто не побил.

### 2016—2017. «Рассвет-Реставрация»
В 2016 году красноярский бизнесмен Николай Коваленко, владевший футбольным клубом «Реставрация», предложил руководству «Рассвета» объединить обе команды. Причиной тому стали финансовые проблемы Коваленко, который не смог содержать проект в одиночку. Официально объединение состоялось в марте 2016 года. Новая команда получила двойное название — «Рассвет-Реставрация».
Новым тренером стал Александр Кишиневский, который привёл в команду свой штаб из «Реставрации». Костяк команды составили игроки «Реставрации», которые не испугались сокращения зарплат и возможной потери лидерского статуса в сибирском футболе. При этом состав был омоложён за счёт футболистов, ранее игравших в «Рассвете», и студентов красноярских вузов.
Объединенный коллектив провел первый матч против «Сибиряка» из Братска в отборочном матче на Кубок Сибири. Красноярцы разгромили соперника со счетом 4:0.
В итоге в первом же сезоне команда сделала «золотой дубль», выиграв чемпионат и Кубок Сибири. Однако в чемпионате России среди ЛФК «Рассвет-Реставрация» заняла только 5-е место.
В 2017 году «Рассвет-Реставрация» потеряла лидирующие позиции в Сибири, уступив их «Новокузнецку». Тем не менее, в чемпионате Сибири команда стала второй.

### С 2018
В 2018 году Коваленко окончательно отказался от финансирования «Рассвета-Реставрации» и ушёл из проекта. Позже его компания стала банкротом, а самого Коваленко объявили в федеральный розыск по четырём уголовным делам. Отказ бизнесмена от финансирования футбола повлёк за собой серьёзные перестановки в составе и смену приоритетов. Также команда убрала из названия приставку «Реставрация», оставшись «Рассветом». Несмотря на перемены, команда смогла удержаться в лидерах сибирского футбола, а её молодые игроки впоследствии пополняли составы профессиональных команд.
В январе 2020 года сменился главный тренер — пост Александра Кишиневского, ушедшего в структуру «Енисея», занял капитан команды Евгений Фальковский. При нём «Рассвет» в 2021 году стал третьим, несмотря на серьёзное омоложение. В 2022 году команда заняла 11-е место, в 2023 — 8-е, а в 2024 финишировала за последнем — 11-м месте.

## Тренеры
- Александр Стихин (2010)
- Вадим Белохонов (2010)
- Владимир Ярлыков (2011)
- Сергей Австриевский (2012—2014)
- Дмитрий Веретнов (2014—2016)
- Александр Кишиневский (2016—2020)
- Евгений Фальковский (2020 — н.в.)

## Достижения

### Первенство России среди команд III дивизиона в зоне «Сибирь»
- Чемпион (2016)
- Серебряный призёр (2017, 2018)
- Бронзовый призёр (2021)

### Кубок Сибири среди ЛФК
- Обладатель (2016)
- Финалист (2018)

### Чемпионат Красноярского края
- Чемпион (1966, 1974—1976, 1978—1980, 2012)
- Серебряный призёр (1967, 1977, 1981, 1983, 2011, 2013, 2016)
- Бронзовый призёр (1973, 1984, 1986, 2010)

### Кубок Красноярского края
- Обладатель (1974—1977, 1980, 1983, 2010, 2016—2018)
- Финалист (1972, 1978, 1979, 2011, 2021)

## Женская команда
В 2017 была создана женская команда «Сибирячка-Рассвет», которая играла во Втором дивизионе чемпионата России. В 2021 году она стала «Рассветом» и через стыковые матчи получила право сыграть в зоне «Сибирь» Первой лиги 2021. В первом сезоне команда заняла четвёртое место и не вышла в Финальный этап. Также в Финал команда не смогла выйти и в сезонах 2022, 2023 и 2024.
Костяк ЖФК «Рассвет» составляют воспитанницы спортшколы и студентки красноярских вузов и техникумов. Главный тренер — учитель физкультуры в одной из красноярских школ и популяризатор женского футбола Кирилл Гнездилов. Ему помогает чемпионка России и участница Лиги чемпионов Елена Горбачёва.
В 2021 году футболистки «Рассвета» Юлия Юрлагина и Екатерина Прощакова стали вице-чемпионками России среди любителей, играя в составе иркутского «Байкала». В январе 2022 года полузащитник команды Ольга Пестерева перешла в «Ростов» — клуб женской Суперлиги.